# Emanuela Arabito
Emanuela Arabito (Napoli, 26 marzo 1960) è una giornalista italiana. Lavora come vice capo redattrice del Tg3.

## Biografia
Laureata con lode all'Istituto Orientale di Napoli, entra in Rai tramite un concorso pubblico nel 1992. Due anni dopo si iscrive all'Ordine dei Giornalisti. Si unisce alla redazione esteri del telegiornale di Rai3.
Durante la sua carriera da inviata ha raccontato i principali avvenimenti in tutti i continenti. Il comune di Chiaramonte Gulfi le ha conferito il "Riconoscimento per l'impegno nel mondo a tutela del diritto d'informazione e alla verità".